# Martin Neil Baily

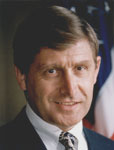
Martin Neil Baily, 1999

Martin Neil Baily (* 13. Januar 1945) ist ein US-amerikanischer Wirtschaftswissenschaftler, der auch Vorsitzender des Council of Economic Advisers war.

## Leben
Nach dem Schulbesuch studierte Baily erst an der University of Cambridge und danach Wirtschaftswissenschaft am Massachusetts Institute of Technology (MIT), an dem er 1972 einen Philosophiae Doctor (Ph.D. Economics) erwarb. Im Anschluss übernahm er zunächst eine Professur am MIT sowie anschließend an der Yale University. Zwischen 1979 und 1981 war er außerdem Senior Fellow an der Brookings Institution, ehe er 1989 Professor für Wirtschaftswissenschaft an der University of Maryland wurde und dort bis 1996 lehrte.
Während dieser Zeit war er von 1995 bis 1996 auch Mitglied des Council of Economic Advisers. Zwischen 1999 und 2001 war er Vorsitzender des Council of Economic Advisers und als solcher einer der engsten wirtschaftspolitischen Berater von Präsident Bill Clinton.
Seit Beendigung dieser Tätigkeit war er von 2001 bis 2001 Senior Fellow des Peterson Institute for International Economics sowie seit 2002 Leitender Berater von McKinsey & Company. Darüber hinaus wurde er 2005 Mitglied des Board of Directors von The Phoenix Companies, einem Finanzdienstleistungsinstitut mit Sitz in Hartford (Connecticut). 2007 wurde er Gastwissenschaftler (Visiting Fellow) am Peterson Institute for International Economics.
Außerdem war er für verschiedene wirtschaftliche Institutionen und Organisationen tätig und unter anderem Wissenschaftlicher Berater des Congressional Budget Office, Berater der Federal Reserve Bank of New York sowie Gastforscher beim National Bureau of Economic Research (NBER).
Zuletzt verteidigte er die Wirtschafts- und Finanzpolitik von Präsident Barack Obama als schmerzhafte, aber notwendige Einschnitte.

## Veröffentlichungen
- Transforming the European Economy (2004)
- US Pension Reform: Lessons from Other Countries (2009)